# Stuyvesant Wainwright

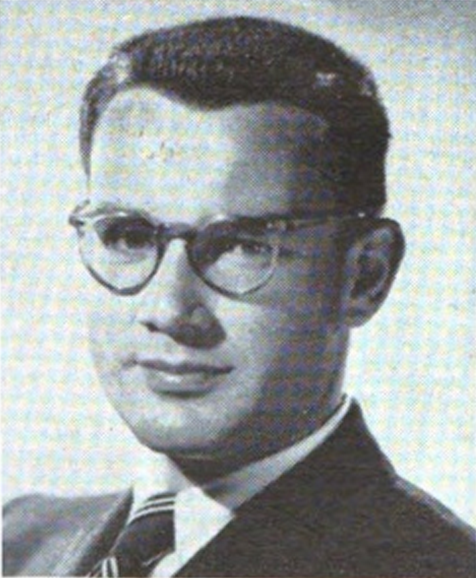
Stuyvesant Wainwright

Stuyvesant Wainwright II. (* 16. März 1921 in New York City; † 6. März 2010 in East Hampton, New York) war ein US-amerikanischer Offizier in der United States Army, Jurist und Politiker. Zwischen 1953 und 1961 vertrat er den Bundesstaat New York im US-Repräsentantenhaus.

## Werdegang
Stuyvesant Wainwright II. wurde ungefähr zwei Jahre nach dem Ende des Ersten Weltkriegs in New York City geboren und verbrachte dort die ersten Jahre. Seine Familie zog dann 1927 nach East Hampton. Er graduierte an der Westminster School in Simsbury (Connecticut). Während der Zweite Weltkrieg an Fahrt gewann, begann er mit seinem Jurastudium an der Yale University. Als er allerdings sein 20. Lebensjahr erreichte, unterbrach er sein Studium und verpflichtete sich am 30. Januar 1942 als Private in der US Army. Er besuchte eine Offizierschule. Am 30. Dezember 1943 ging er dann nach Übersee, wo er bis zum kommandierenden Offizier der O.S.S.-Einheiten in der ersten US-Army aufstieg. Er kehrte am 10. Juni 1945 in die Vereinigten Staaten zurück, wo er die letzten drei Monate seiner Dienstzeit als Berater für Intelligence Coordination im Kriegsministerium in Washington, D.C. verbrachte. Am 13. Dezember 1945 wurde er mit dem Dienstgrad eines Captains entlassen. Er verblieb als Lieutenant Colonel in der Active Army Reserve. Nach seiner Entlassung aus der US Army nahm er wieder sein Jurastudium auf und graduierte 1947 an der Yale University Law School. Seine Zulassung als Anwalt erhielt 1948 und begann danach in New York City zu praktizieren. Politisch gehörte er der Republikanischen Partei an. Bei den Kongresswahlen des Jahres 1952 wurde Wainwright im ersten Wahlbezirk von New York in das US-Repräsentantenhaus in Washington D.C. gewählt, wo er am 4. Januar 1953 die Nachfolge von Ernest Greenwood antrat. Er wurde drei Mal in Folge wiedergewählt. Bei seiner fünften Kandidatur im Jahr 1960 erlitt er allerdings eine Niederlage und schied nach dem 3. Januar 1961 aus dem Kongress aus. Während dieser Zeit unterrichtete er in den Jahren 1960 und 1961 Politikwissenschaft an der Rutgers University. Danach nahm er wieder seine Tätigkeit als Rechtsanwalt auf. Darüber hinaus war er zwischen 1975 und 1979 Präsident und zwischen 1975 und 1985 Direktor der Miltope Corporation. Er verstarb am 6. März 2010 in East Hampton.